# Eric Cobham
Pour les articles homonymes, voir Cobham.
Eric Cobham de Poole (vers 1700 à Pool, Angleterre - vers 1760 en Bretagne) est un pirate du XVIIIe siècle qui, avec son épouse Maria Lindsey, aurait pratiqué la piraterie sur le fleuve Saint-Laurent, depuis sa base de Terre-Neuve.
Les Cobham ne faisaient aucun prisonnier. Tous les équipages capturés étaient tués et tous les bateaux qui se rendaient étaient coulés. Ils n'ont donc jamais été inquiétés. Pirates de 1720 à 1740, ils ont ensuite déménagé près du Havre en Normandie, où ils sont devenus des membres honorables de la communauté. Eric a été nommé magistrat. Maria n'a pas su s'adapter et a péri, soit en se suicidant soit assassinée par son mari. Ils ont eu deux fils et une fille. 
Eric, peut-être par mauvaise conscience, a écrit ses mémoires. Celles-ci ont été imprimées après sa mort. La famille a essayé d'acheter et de détruire tous les exemplaires du livre. Cependant, une copie aurait été conservée aux Archives Nationales de Paris, même si elle n'a jamais été retrouvée.  
L'authenticité de cette histoire reste sujette à caution. Elle a été remise en cause parce qu'elle semble reposer entièrement sur l'ouvrage de Gosse publié en 1924 sans fournir de sources pour la carrière criminelle d'Eric et Maria Cobham.

## Livres
- Dan Conlin, Pirates of the Atlantic: Robbery, Murder and Mayhem off the Canadian East Coast (Halifax, Formac Publishing Company Ltd., 2009)
- Jack Fitzgerald, The Hangman is Never Late (Creative Book Publishing, 1999)
- Philip Gosse, The Pirates' Who's Who (New York, Burt Franklin, 1924)